# ميخائيل فابر
ميخائيل فابر (بالألمانية: Michael Faber)‏ (12 مايو 1995 - ) هو لاعب كرة قدم ألماني في مركز الوسط.

## وصلات خارجية
- ميخائيل فابر على موقع قاعدة بيانات كرة القدم.إي يو (الإنجليزية)
- ميخائيل فابر على موقع Soccerway.com (الإنجليزية)
- ميخائيل فابر على موقع عالم كرة القدم.نت (الإنجليزية)